# Cirsium rhizocephalum
Cirsium rhizocephalum là một loài thực vật có hoa trong họ Cúc. Loài này được C.A.Mey. mô tả khoa học đầu tiên năm 1831.